# Gerrit Abbring
Gerrit Willem Abbring (Oud-Alblas, 25 augustus 1934 – aldaar, 28 december 2014) was een Nederlandse politicus van het Christen-Democratisch Appèl (CDA).

## Loopbaan
Abbring is geboren en getogen in de Alblasserwaard en volgde een reeks technische opleidingen; als laatste hts-bouwkunde. Hij was bij diverse bedrijven werkzaam, waaronder het in Alblasserdam gevestigde Nedstaal.
Uit politieke belangstelling probeerde Abbring in 1962 op de lijst van de ARP in de gemeenteraad van Wijngaarden te komen, hetgeen vanwege zijn lage positionering - hij stond zesde - niet lukte. Een paar jaar later was hij mede-oprichter van de plaatselijke partij Gemeentebelangen en wist als enige van zijn partij (hij was lijsttrekker) een zetel in de raad te bemachtigen. Bij de volgende verkiezingen behaalde Gemeentebelangen steeds meer zetels, waardoor hij in 1974 als wethouder tot het college van burgemeester en wethouders kon toetreden. Op 1 oktober 1980 maakte hij namens het CDA de overstap naar het burgemeesterschap van Wijngaarden, tegelijkertijd met dat van Molenaarsgraaf en Brandwijk. Nadien was hij van 1 januari 1986 tot aan zijn pensionering op 1 september 1999 burgemeester van de (sinds 2013 voormalige) gemeente Graafstroom (deze was per 1 januari 1986 ontstaan uit onder meer de drie eerdergenoemde gemeenten).

## Persoonlijk
Gerrit Abbring trouwde in 1959, had twee kinderen en was lid van de Protestantse Kerk in Nederland (voorheen de Nederlandse Hervormde Kerk). Nadat hij was gepensioneerd verruilde hij Bleskensgraaf voor Sliedrecht en verhuisde later naar Papendrecht. Eind 2014 overleed hij op tachtigjarige leeftijd ten gevolge van een ernstige ziekte.
In Abbrings voorgeslacht komen tal van predikanten voor. Via een van zijn voorouders - Yda Lycklama à Nijeholt (1734 - na 1784?) - is hij verwant aan het geslacht Lycklama à Nijeholt.

## Onderscheiding
In 2000 werd Abbring onderscheiden als Ridder in de Orde van Oranje-Nassau.